# Andryala pinnatifida
Andryala pinnatifida là một loài thực vật có hoa trong họ Cúc. Loài này được Aiton mô tả khoa học đầu tiên năm 1789.